# Agua Escondida el Salitrero
Agua Escondida el Salitrero är en ort i Mexiko.   Den ligger i kommunen Tlachichuca och delstaten Puebla, i den sydöstra delen av landet, 190 km öster om huvudstaden Mexico City. Agua Escondida el Salitrero ligger 3 322 meter över havet och antalet invånare är 209.
Terrängen runt Agua Escondida el Salitrero är bergig österut, men västerut är den kuperad. Runt Agua Escondida el Salitrero är det ganska tätbefolkat, med 120 invånare per kvadratkilometer. Närmaste större samhälle är Tlanalapan, 14,8 km norr om Agua Escondida el Salitrero. Trakten runt Agua Escondida el Salitrero består i huvudsak av gräsmarker.